# Saint-Laurent-de-la-Salanque
Pour les articles homonymes, voir Saint-Laurent.
Saint-Laurent-de-la-Salanque [sɛ̃ loʁɑ̃ də la salɑ̃k]  (historiquement en catalan, Sant Llorenç de la Salanca) est une commune française, située dans le nord-est du département des Pyrénées-Orientales en région Occitanie. C'est la capitale historique de la Salanque et appartient à la Catalogne du Nord. Sur le plan historique et culturel, la commune est dans le Roussillon, une ancienne province du royaume de France, qui a existé de 1659 jusqu'en 1790 et qui recouvrait les trois vigueries du Roussillon, du Conflent et de Cerdagne.
Exposée à un climat méditerranéen, elle est drainée par l'Agly. La commune possède un patrimoine naturel remarquable : deux sites Natura 2000 (le « complexe lagunaire de Salses » et le « complexe lagunaire de Salses-Leucate »), un espace protégé (l'étang de Salses-Leucate) et six zones naturelles d'intérêt écologique, faunistique et floristique.
Saint-Laurent-de-la-Salanque est une commune urbaine et littorale qui compte 9 941 habitants en 2022, après avoir connu une forte hausse de la population depuis 1962. Elle est ville-centre de l'agglomération de Saint-Laurent-de-la-Salanque et fait partie de l'aire d'attraction de Perpignan. Ses habitants sont appelés les Laurentins ou  Laurentines.

## Géographie

### Localisation
La commune de Saint-Laurent-de-la-Salanque se trouve dans le département des Pyrénées-Orientales, en région Occitanie.
Elle se situe à 12 km à vol d'oiseau de Perpignan, préfecture du département, bureau centralisateur du canton de la Côte Salanquaise dont dépend la commune depuis 2015 pour les élections départementales
La commune est par ailleurs ville-centre du bassin de vie de Saint-Laurent-de-la-Salanque.
Les communes les plus proches sont : 
Torreilles (2,1 km), Saint-Hippolyte (2,3 km), Claira (3,2 km), Le Barcarès (4,0 km), Villelongue-de-la-Salanque (5,1 km), Sainte-Marie-la-Mer (5,6 km), Pia (6,6 km), Bompas (6,7 km).
Sur le plan historique et culturel, Saint-Laurent-de-la-Salanque fait partie de l'ancienne province du royaume de France, le Roussillon, qui a existé de 1659 jusqu'à la création du département des Pyrénées-Orientales en 1790 et qui recouvrait les trois vigueries du Roussillon, du Conflent et de Cerdagne.

### Communes limitrophes
Les communes limitrophes sont Le Barcarès, Torreilles, Claira, Saint-Hippolyte, Leucate et Salses-le-Château.
| Salses-le-Château (par un quintipoint) | Leucate (Aude) (par un quintipoint) |             |
| Saint-Hippolyte                        | Saint-Laurent-de-la-Salanque        | Le Barcarès |
| Claira                                 | Torreilles                          |             |

### Géologie et relief
L'altitude de la commune varie entre 0 et 7 mètres.
La commune est classée en zone de sismicité 3, correspondant à une sismicité modérée.

### Hydrographie
L'Agly délimite la frontière méridionale de Saint-Laurent-de-la-Salanque.

### Climat
Pour des articles plus généraux, voir Climat de l'Occitanie et Climat des Pyrénées-Orientales.
En 2010, le climat de la commune est de type climat méditerranéen franc, selon une étude du CNRS s'appuyant sur une série de données couvrant la période 1971-2000. En 2020, Météo-France publie une typologie des climats de la France métropolitaine dans laquelle la commune est exposée à un climat méditerranéen et est dans la région climatique Provence, Languedoc-Roussillon, caractérisée par une pluviométrie faible en été, un très bon ensoleillement (2 600 h/an), un été chaud (21,5 °C), un air très sec en été, sec en toutes saisons, des vents forts (fréquence de 40 à 50 % de vents > 5 m/s) et peu de brouillards.
Pour la période 1971-2000, la température annuelle moyenne est de 15 °C, avec une amplitude thermique annuelle de 15,4 °C. Le cumul annuel moyen de précipitations est de 534 mm, avec 5,3 jours de précipitations en janvier et 2,5 jours en juillet. Pour la période 1991-2020, la température moyenne annuelle observée sur la station météorologique la plus proche, située sur la commune de Torreilles à 2 km à vol d'oiseau, est de 15,5 °C et le cumul annuel moyen de précipitations est de 554,7 mm,. Pour l'avenir, les paramètres climatiques de la commune estimés pour 2050 selon différents scénarios d’émission de gaz à effet de serre sont consultables sur un site dédié publié par Météo-France en novembre 2022.

### Milieux naturels et biodiversité

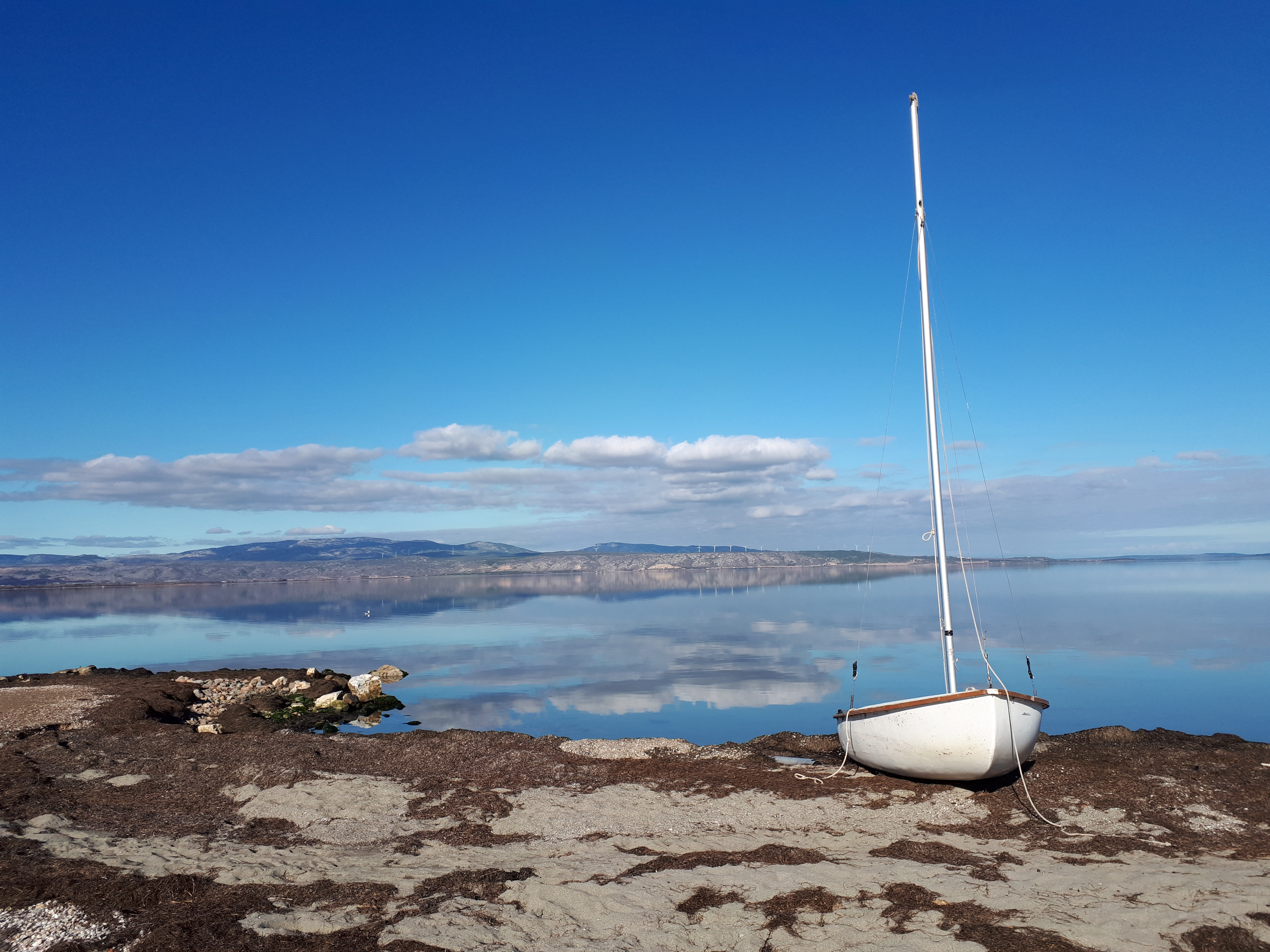
Vue vers l'étang de Salses-Leucate depuis un point sur la commune de St-Laurent-de-la-Salanque.

#### Espaces protégés
La protection réglementaire est le mode d’intervention le plus fort pour préserver des espaces naturels remarquables et leur biodiversité associée,.
Un espace protégé est présent sur la commune : 
l'étang de Salses-Leucate, une zone humide protégée par la convention de Ramsar, d'une superficie de 7 628,1 ha.

#### Réseau Natura 2000

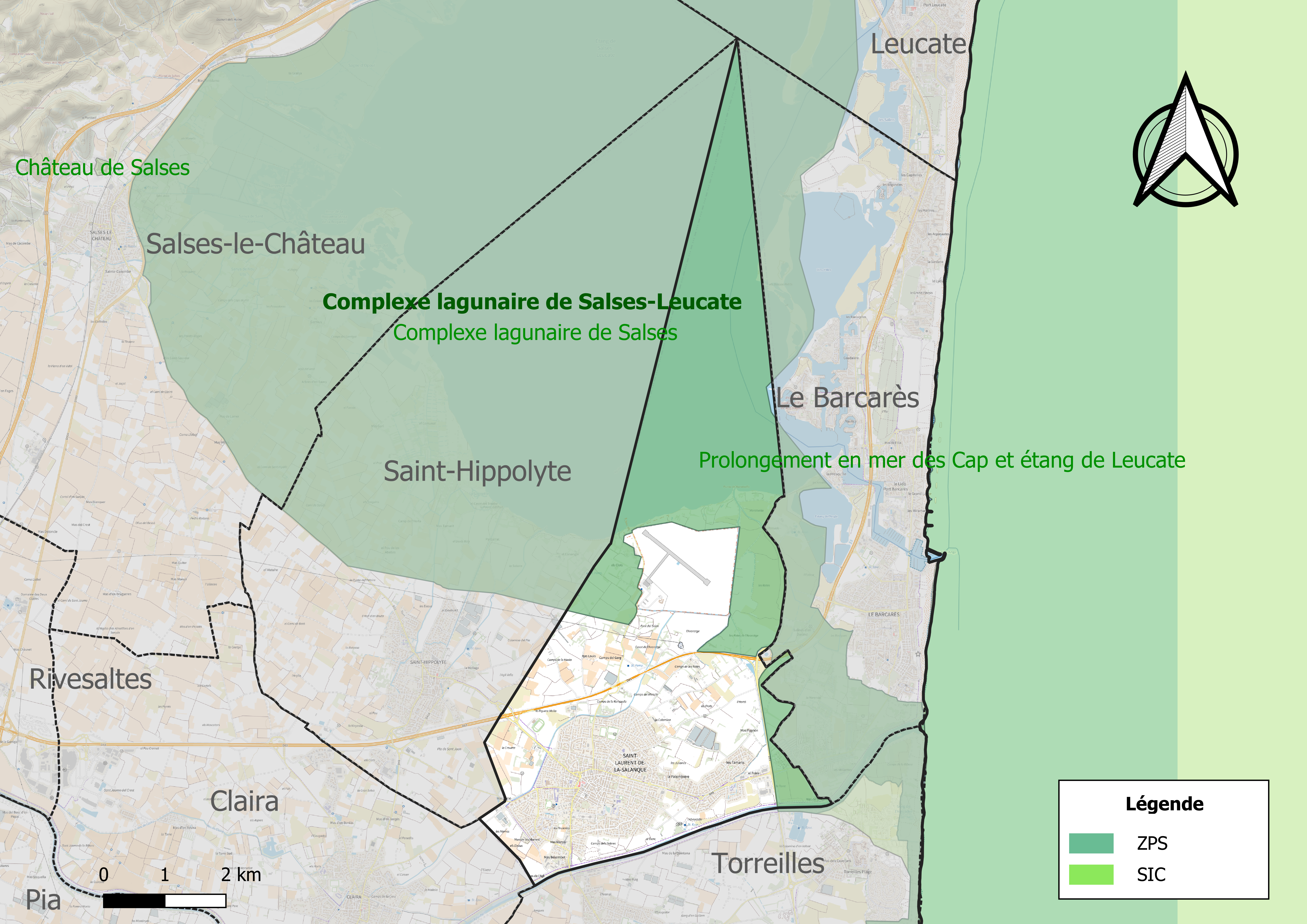
Site Natura 2000 sur le territoire communal.

Le réseau Natura 2000 est un réseau écologique européen de sites naturels d'intérêt écologique élaboré à partir des directives habitats et oiseaux, constitué de zones spéciales de conservation (ZSC) et de zones de protection spéciale (ZPS).
Un site Natura 2000 a été défini sur la commune au titre de la directive habitats.
- le « complexe lagunaire de Salses-Leucate », d'une superficie de 7 819 ha, une zone littorale associant des milieux dunaires caractéristiques du littoral roussillonnais et des milieux humides littoraux. Elle comporte plusieurs bassins différemment alimentés en eau ce qui favorise l'installation de formations végétales très variées, tant aquatiques, herbiers de Zostère naine, tapis de charas, que palustres, sansouires, roselières, scirpes, jonçaies[20],[19] et  au titre de la directive oiseaux plusieurs îlots suffisamment isolés et quelques espaces dunaires qui constituent des espaces de grand intérêt pour la nidification de diverses espèces de grand intérêt patrimonial (Butor étoilé, Sterne naine...)[21].

#### Zones naturelles d'intérêt écologique, faunistique et floristique
L’inventaire des zones naturelles d'intérêt écologique, faunistique et floristique (ZNIEFF) a pour objectif de réaliser une couverture des zones les plus intéressantes sur le plan écologique, essentiellement dans la perspective d’améliorer la connaissance du patrimoine naturel national et de fournir aux différents décideurs un outil d’aide à la prise en compte de l’environnement dans l’aménagement du territoire.
Quatre ZNIEFF de type 1 sont recensées sur la commune :
- l'« embouchures de l'Agly, du Bourdigou et de l'Auque » (488 ha), couvrant quatre communes du département[23] ;
- l'« étang de Salses-Leucate » (4 964 ha), couvrant six communes dont deux dans l'Aude et quatre dans les Pyrénées-Orientales[24] ;
- « la Corrège et les Dosses » (227 ha), couvrant trois communes dont une dans l'Aude et deux dans les Pyrénées-Orientales[25] ;
- les « prairies des rives sud de l'étang de Leucate » (38 ha)[26] ;

et deux ZNIEFF de type 2, : 
- le « complexe lagunaire de Salses- Leucate » (7 769 ha), couvrant six communes dont deux dans l'Aude et quatre dans les Pyrénées-Orientales[27] ;
- le « lido et marais de Toreilles » (703 ha), couvrant quatre communes du département[28].

Carte des ZNIEFF de type 1 et 2 à Saint-Laurent-de-la-Salanque.
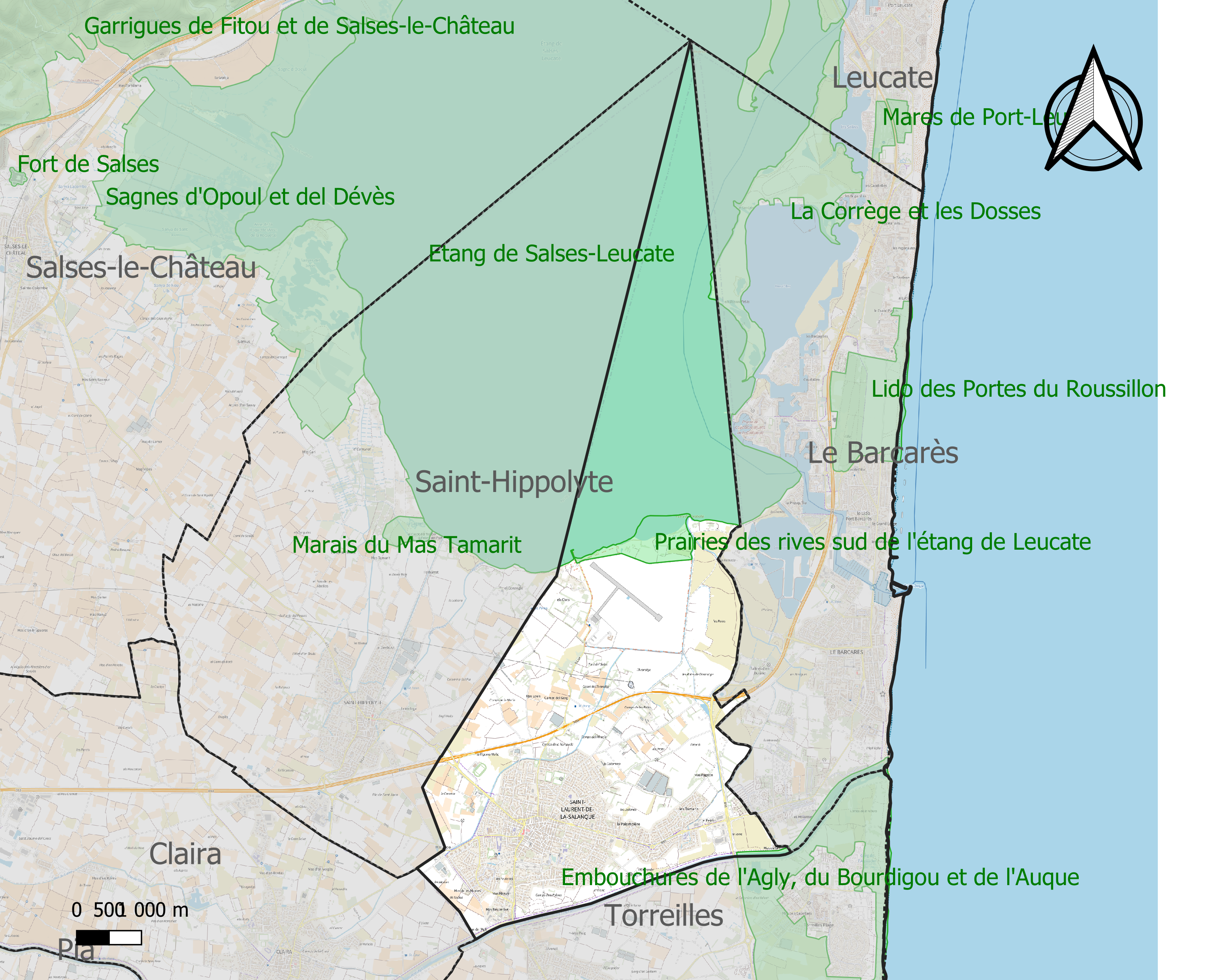
Carte des ZNIEFF de type 1 sur la commune.
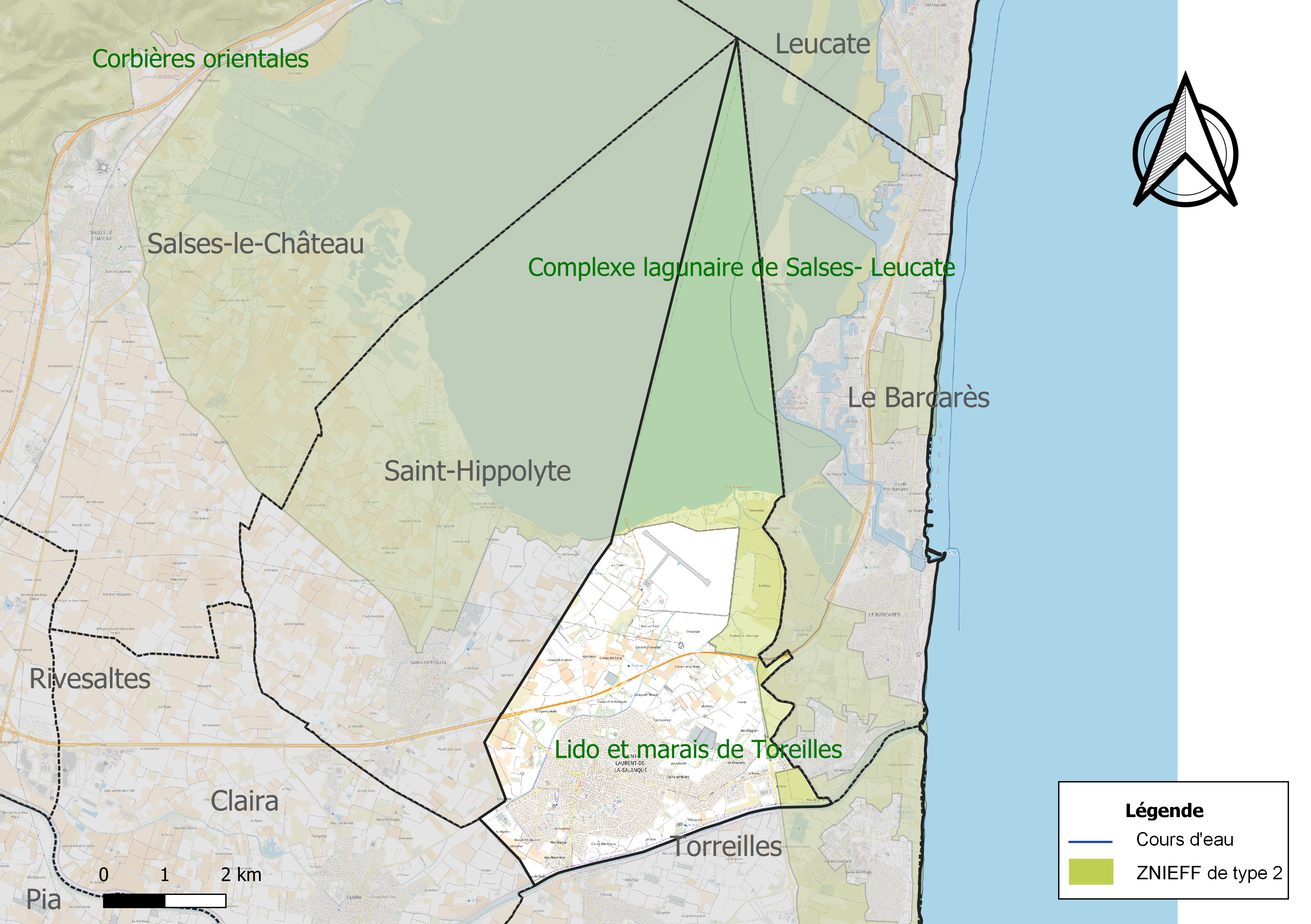
Carte des ZNIEFF de type 2 sur la commune.

## Urbanisme

### Typologie
Au 1er janvier 2024, Saint-Laurent-de-la-Salanque est catégorisée centre urbain intermédiaire, selon la nouvelle grille communale de densité à sept niveaux définie par l'Insee en 2022.
Elle appartient à l'unité urbaine de Saint-Laurent-de-la-Salanque, une agglomération inter-départementale regroupant quatre  communes, dont elle est ville-centre,,. Par ailleurs la commune fait partie de l'aire d'attraction de Perpignan, dont elle est une commune de la couronne,. Cette aire, qui regroupe 118 communes, est catégorisée dans les aires de 200 000 à moins de 700 000 habitants,.
La commune, bordée par la mer Méditerranée, est également une commune littorale au sens de la loi du 3 janvier 1986, dite loi littoral. Des dispositions spécifiques d’urbanisme s’y appliquent dès lors afin de préserver les espaces naturels, les sites, les paysages et l’équilibre écologique du littoral, tel le principe d'inconstructibilité, en dehors des espaces urbanisés, sur la bande littorale des 100 mètres, ou plus si le plan local d’urbanisme le prévoit.

### Occupation des sols

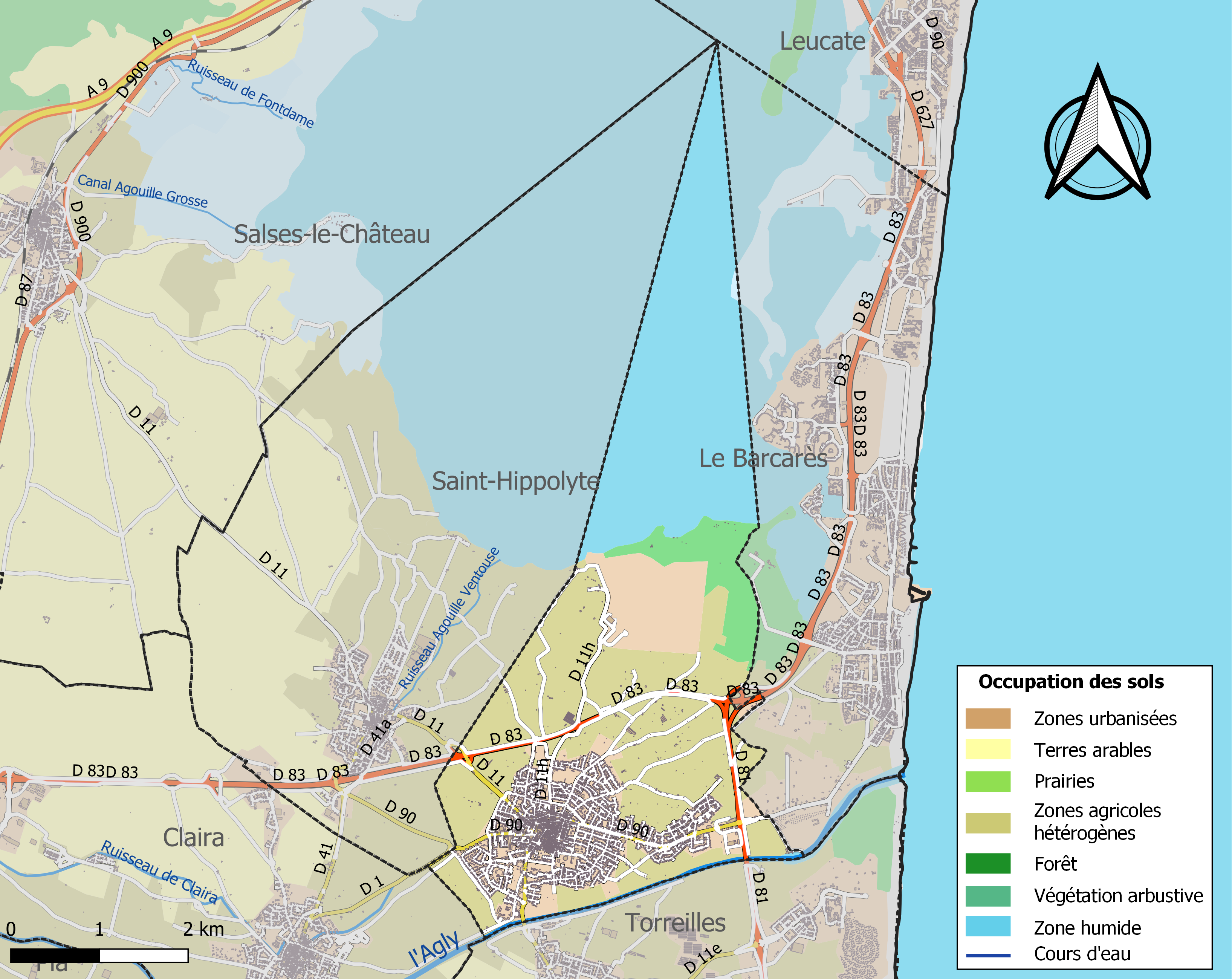
Carte des infrastructures et de l'occupation des sols de la commune en 2018 (CLC).

L'occupation des sols de la commune, telle qu'elle ressort de la base de données européenne d’occupation biophysique des sols Corine Land Cover (CLC), est marquée par l'importance des territoires agricoles (38,3 % en 2018), en diminution par rapport à 1990 (45 %). La répartition détaillée en 2018 est la suivante : 
zones agricoles hétérogènes (38,3 %), eaux maritimes (30,8 %), zones urbanisées (17,9 %), zones industrielles ou commerciales et réseaux de communication (6,9 %), milieux à végétation arbustive et/ou herbacée (5,3 %), espaces verts artificialisés, non agricoles (0,5 %), zones humides côtières (0,3 %). L'évolution de l’occupation des sols de la commune et de ses infrastructures peut être observée sur les différentes représentations cartographiques du territoire : la carte de Cassini (XVIIIe siècle), la carte d'état-major (1820-1866) et les cartes ou photos aériennes de l'IGN pour la période actuelle (1950 à aujourd'hui).

### Morphologie urbaine
L'architecture peut varier. Les appartements font de un à trois étages couramment et sont de style plutôt rétro[pas clair]. La plupart des villas sont modernes. Des puits illégaux[réf. nécessaire] sont fréquents. Les appartements et villas sont hauts car les risques d'inondations sont élevés[réf. nécessaire].

### Logement
Saint-Laurent-de-la-Salanque comprend en 2012 5 147 logements, parmi lesquels 83,5 % sont des résidences principales, 8,2 % sont des résidences secondaires et 8,2 % sont vacants. 64,4 % des ménages sont propriétaires de leur logement.
Faute d'avoir respecté l'objectif triennal 2011-2013 de construction de logements sociaux, avec 144 réalisés sur les 199 requis (soit un taux de réalisation de 72 %), la commune se voit sanctionnée par la préfecture en 2015 d'une pénalité de 57 000 euros.

### Voies de communication et transports
Voies routières
- La D 83, voie rapide reliant Le Barcarès à Perpignan, traverse la commune d'ouest en est ;
- La D 11 traverse la partie occidentale de la commune du nord au sud, en provenance de Saint-Hippolyte et en direction de Torreilles ;
- La D 90 traverse le sud de la commune de l'ouest vers l'est, en provenance de Saint-Hippolyte et en direction du Barcarès ;
- La D 81 traverse la partie sud-est de la commune du sud vers le nord, en provenance de Sainte-Marie-la-Mer et en direction de la D 83.

Voies ferroviaires
Saint-Laurent-de-la-Salanque était jadis reliée à Perpignan par la ligne de Perpignan au Barcarès qui a été depuis fermée.
Transports en commun
La commune est desservie par le réseau Sankéo avec les lignes 10, 11 et aussi en juillet et août avec la ligne Esti'Bus.
Elle possède aussi son propre réseau de bus nommé "Navette Laurentine", qui est gratuit.

### Risques majeurs
Le territoire de la commune de Saint-Laurent-de-la-Salanque est vulnérable à différents aléas naturels : inondations, climatiques (grand froid ou canicule), mouvements de terrains et séisme (sismicité modérée). Il est également exposé à un risque technologique, la rupture d'un barrage,.

#### Risques naturels

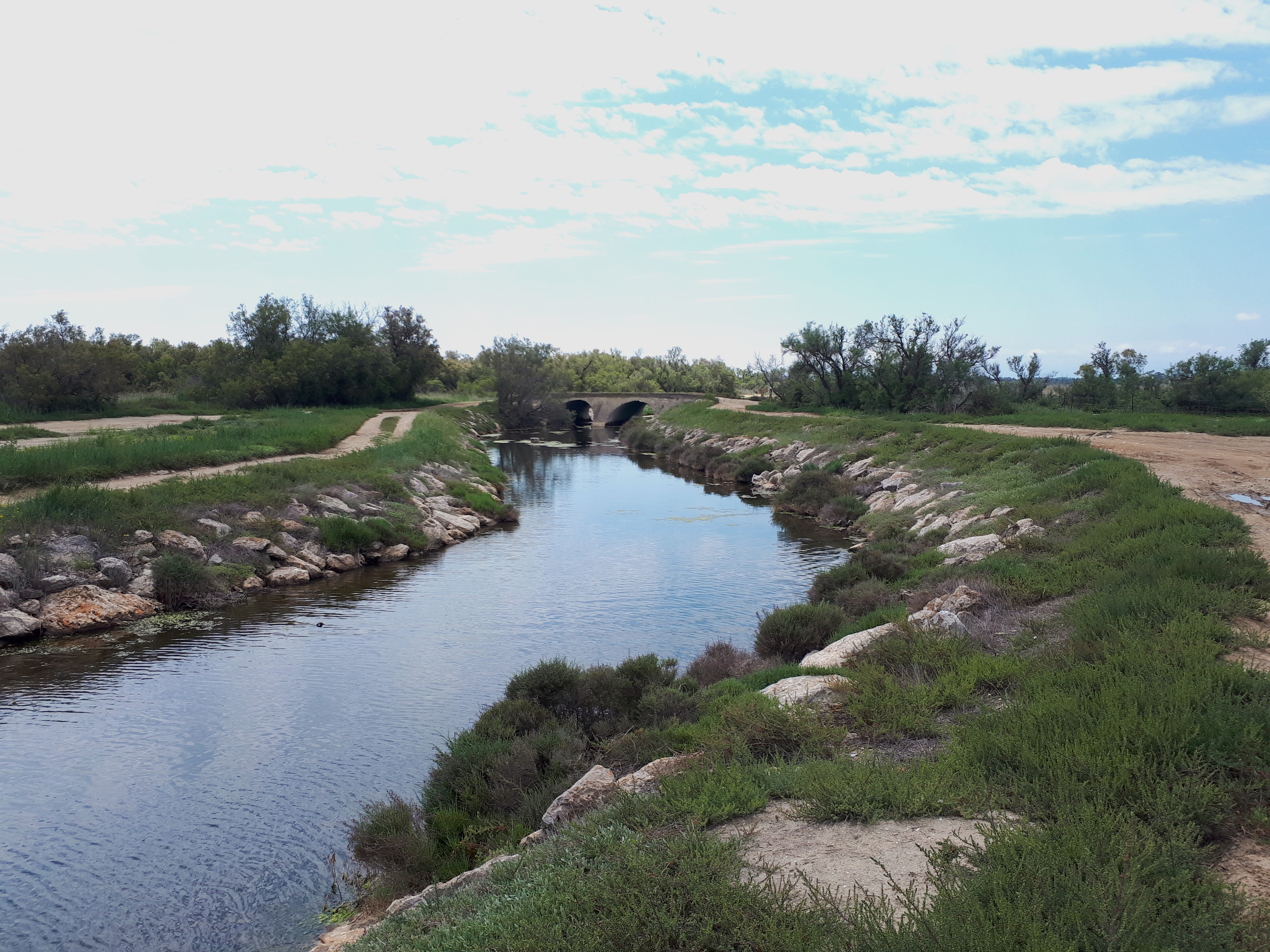
L'Agouille La Division (La Divisió), peu avant sa confluence avec l'étang de Salses-Leucate.

Certaines parties du territoire communal sont susceptibles d’être affectées par le risque d’inondation par crue torrentielle de cours d'eau du bassin de l'Agly. La commune fait partie du territoire à risques importants d'inondation (TRI) de Perpignan-Saint-Cyprien, regroupant 43 communes du bassin de vie de l'agglomération perpignanaise, un des 31 TRI qui ont été arrêtés le 12 décembre 2012 sur le bassin Rhône-Méditerranée. Des cartes des surfaces inondables ont été établies pour trois scénarios : fréquent (crue de temps de retour de 10 ans à 30 ans), moyen (temps de retour de 100 ans à 300 ans) et extrême (temps de retour de l'ordre de 1 000 ans, qui met en défaut tout système de protection),. et à un risque de submersion par surélévation de l'étang.
Les mouvements de terrains susceptibles de se produire sur la commune sont liés au retrait-gonflement des argiles. Une cartographie nationale de l'aléa retrait-gonflement des argiles permet de connaître les sols argileux ou marneux susceptibles vis-à-vis de ce phénomène.
Ces risques naturels sont pris en compte dans l'aménagement du territoire de la commune par le biais d'un plan de prévention des risques inondations.

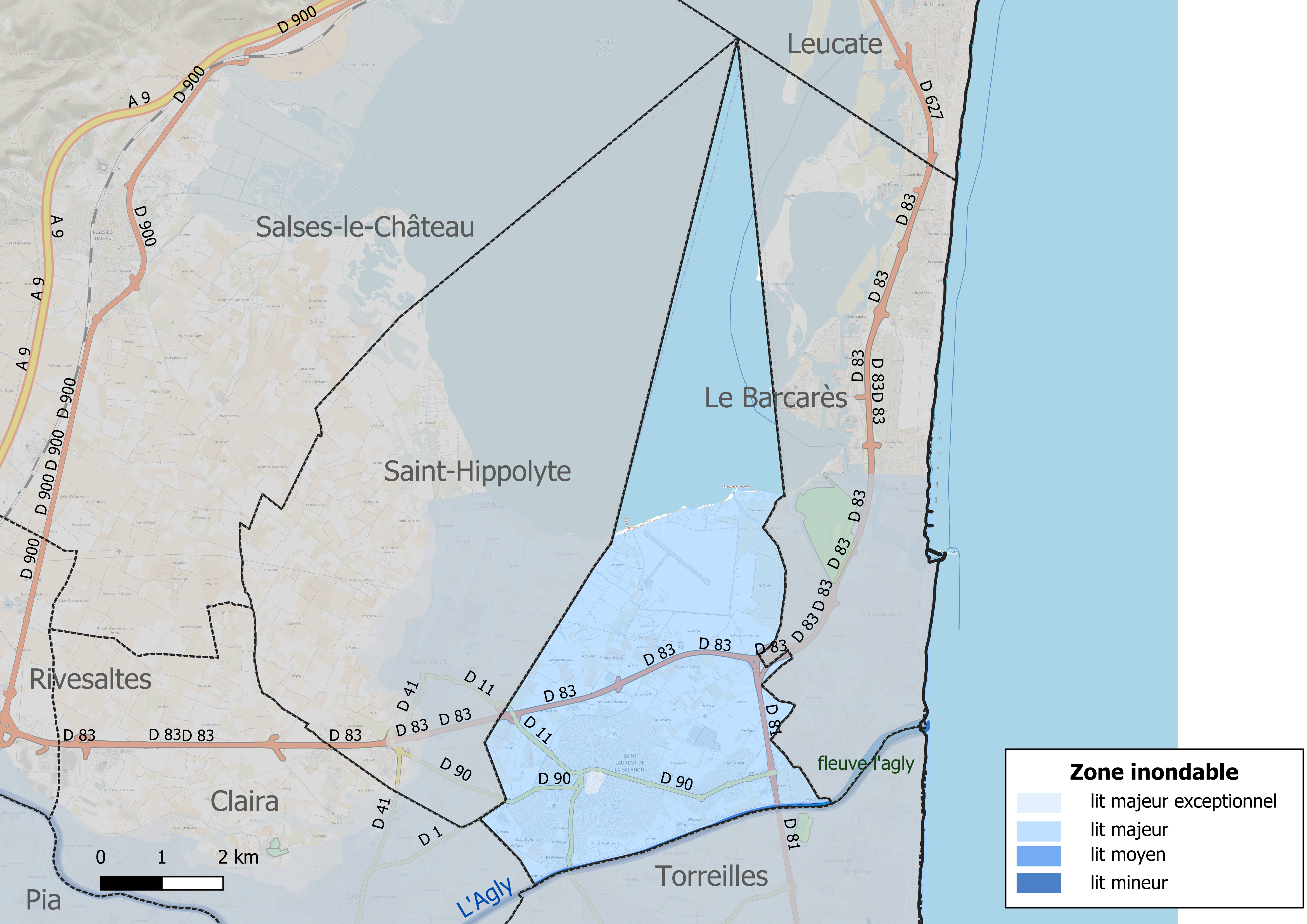
Carte des zones inondables.
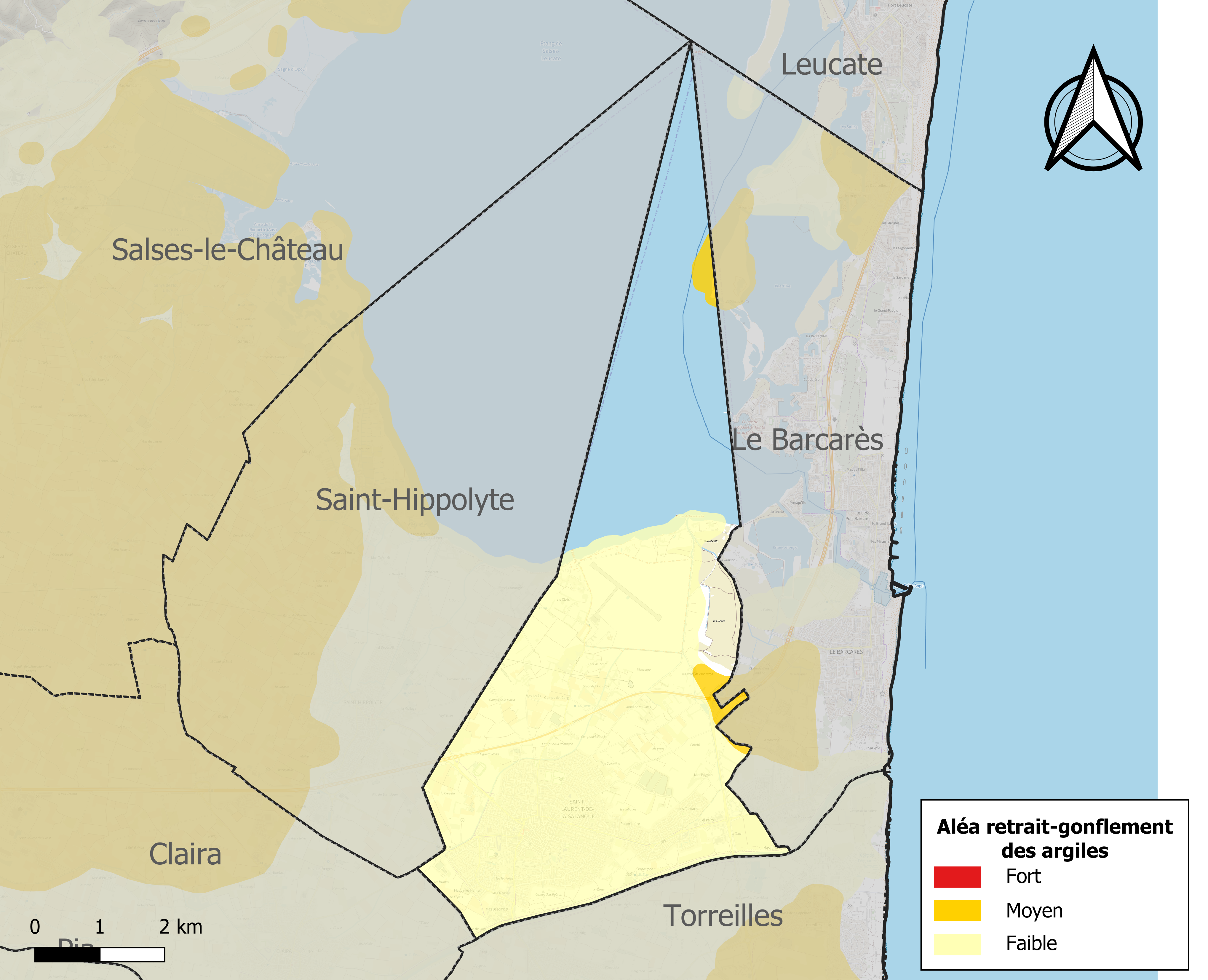
Carte des zones d'aléa retrait-gonflement des argiles.

#### Risques technologiques
Dans le département des Pyrénées-Orientales, on dénombre sept grands barrages susceptibles d’occasionner des dégâts en cas de rupture. La commune fait partie des 66 communes susceptibles d’être touchées par l’onde de submersion consécutive à la rupture d’un de ces barrages, le barrage de Caramany sur l'Agly, un ouvrage de 57 m de hauteur construit en 1994.

## Toponymie
En catalan, le nom de la commune est Sant Llorenç de la Salanca.
Le nom Santi-Laurenci apparaît pour la première fois en 968, en référence à un lieu situé à l'embouchure de l'Agly.
Comme son nom l'indique, Saint-Laurent-de-la-Salanque s'étend dans une zone de salanque, type de sol correspondant à l'étang qui le borde et signifie « terre salée ».
Au cours de la Révolution française, la commune porte le nom de Sentinelle-de-l'Agly.

## Histoire

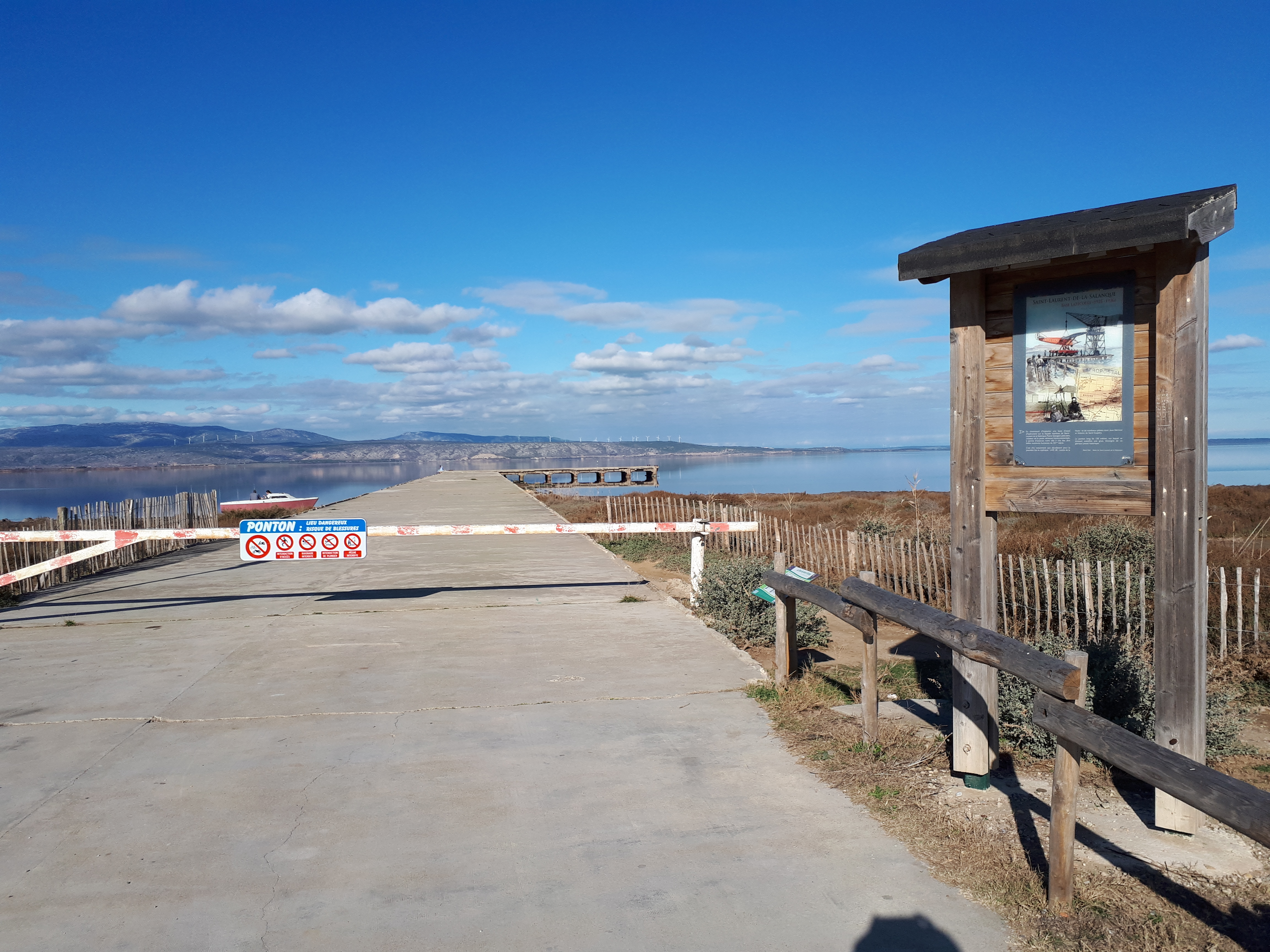
Le ponton de la base Latécoère.

La commune du Barcarès est créée le 22 mars 1929 par détachement de Saint-Laurent-de-la-Salanque, qui jusqu'alors comportait un débouché maritime.
Pierre Latécoère, constructeur d’avions à Toulouse, conçoit, dans les années 1920, le projet révolutionnaire de relier Toulouse à l’Amérique du Sud par la voie des airs. Il installe, sur l’étang de Saint-Laurent, son hydrobase, destinée aux avions de l’Aéropostale.

### Faits-divers
Le 14 février 2022, une explosion d'origine inconnue, suivie d'un incendie, survient dans la rue Arago et fait huit morts dont un nourrisson et un enfant en bas âge,. Parmi les suspects, un commerçant de la rue où a eu lieu le drame, d'origine tunisienne et âgé de 43 ans. Il pourrait s'agir du gérant de l'épicerie détruite ce soir-là. Deux autres hommes de nationalité algérienne, qui seraient en situation irrégulière, âgés de 27 et 28 ans, ont également été arrêtés.

## Politique et administration

### Liste des maires
| Période       | Période       | Identité               | Étiquette              | Qualité |
| ------------- | ------------- | ---------------------- | ---------------------- | --- |
| 1944          | mai 1945      | Théodore Berthomieu    |                        | |
| mai 1945      | mai 1953      | Laurent Vidal-Barragué | Soc.ind.               | Capitaine au long cours, agriculteur Ancien conseiller général de Saint-Laurent-de-la-Salanque (1937 → 1940) |
| mai 1953      | mars 1983     | Amédée Cadène          | DVG                    | Médecin Conseiller général de Saint-Laurent-de-la-Salanque (1955 → 1973) |
| mars 1983     | mars 2001     | René Marquès           | DVG puis UDF-AD        | Médecin Sénateur des Pyrénées-Orientales (1992 → 2001) Conseiller général de Saint-Laurent-de-la-Salanque (1973 → 2004) Président du conseil général des Pyrénées-Orientales (1987 → 1998)                                               |
| mars 2001     | mars 2014     | Fernand Siré           | DVD puis UMP           | Médecin généraliste retraité Député des Pyrénées-Orientales (2e circ.) (2010 → 2017) Conseiller général de Saint-Laurent-de-la-Salanque (2004 → 2010) Vice-président de la CA Perpignan Méditerranée (2001 → 2014)                       |
| mars 2014     | décembre 2024 | Alain Got              | DVD puis UDI puis LREM | Ingénieur du CNRS retraité Ancien conseiller général de Saint-Laurent-de-la-Salanque (2010 → 2011) Conseiller communautaire délégué Perpignan Méditerranée Métropole Président de Natura 2000/Étang de Salses-Leucate Décédé en fonction |
| décembre 2024 | En cours      | Laurence de Besombes   | LR                     | Gérante de société Première adjointe au maire (2019 → 2024) |

### Politique locale
Peu de temps après sa défaite aux élections municipales de 2014, remporté par son premier adjoint, le député Fernand Siré dépose plainte contre le nouveau maire Alain Got et saisit le parquet à propos de soupçons de détournements de fonds publics. Alain Got et son épouse sont alors poursuivis pour avoir utilisé des fonds publics normalement dédiés à l’établissement Les Mouettes, un foyer d'accueil pour adultes handicapés qu'ils dirigeaient dans les années 2010, afin de réaliser, en 2013, des travaux dans leur logement de fonction. Ils sont également accusés d’avoir bénéficié de repas gratuits. Le 12 avril 2023, Alain Got et son épouse sont finalement relaxés par le tribunal correctionnel de Perpignan qui constate l'absence de faute pénale. Alain Got dénonce une « tentative de vengeance politique » de la part de l'ancien maire Fernand Siré.

## Population et société

### Démographie ancienne
La population est exprimée en nombre de feux (f) ou d'habitants (H).
| 1355 | 1365  | 1378 | 1470 | 1515 | 1553 | 1709  | 1720 | 1730  |
| ---- | ----- | ---- | ---- | ---- | ---- | ----- | ---- | ----- |
| 47 f | 112 f | 34 f | 15 f | 19 f | 8 f  | 116 f | 82 f | 202 f |

| 1755  | 1765  | 1767    | 1774  | 1789  | 1790    | - | - | - |
| ----- | ----- | ------- | ----- | ----- | ------- | - | - | - |
| 317 f | 700 H | 1 181 H | 202 f | 296 f | 2 014 H | - | - | - |

### Démographie contemporaine
L'évolution du nombre d'habitants est connue à travers les recensements de la population effectués dans la commune depuis 1793. Pour les communes de plus de 10 000 habitants les recensements ont lieu chaque année à la suite d'une enquête par sondage auprès d'un échantillon d'adresses représentant 8 % de leurs logements, contrairement aux autres communes qui ont un recensement réel tous les cinq ans,.

En 2022, la commune comptait 9 941 habitants, en évolution de −3,56 % par rapport à 2016 (Pyrénées-Orientales : +3,92 %, France hors Mayotte : +2,11 %).
| 1793  | 1800  | 1806  | 1821  | 1831  | 1836  | 1841  | 1846  | 1851  |
| ----- | ----- | ----- | ----- | ----- | ----- | ----- | ----- | ----- |
| 1 660 | 1 853 | 2 131 | 2 557 | 3 207 | 3 444 | 3 526 | 3 813 | 4 063 |

| 1856  | 1861  | 1866  | 1872  | 1876  | 1881  | 1886  | 1891  | 1896  |
| ----- | ----- | ----- | ----- | ----- | ----- | ----- | ----- | ----- |
| 4 309 | 4 435 | 4 596 | 4 571 | 4 609 | 5 036 | 5 476 | 4 540 | 4 434 |

| 1901  | 1906  | 1911  | 1921  | 1926  | 1931  | 1936  | 1946  | 1954  |
| ----- | ----- | ----- | ----- | ----- | ----- | ----- | ----- | ----- |
| 4 470 | 4 390 | 4 259 | 4 112 | 4 036 | 3 623 | 3 630 | 3 047 | 3 075 |

| 1962  | 1968  | 1975  | 1982  | 1990  | 1999  | 2004  | 2006  | 2011  |
| ----- | ----- | ----- | ----- | ----- | ----- | ----- | ----- | ----- |
| 3 300 | 3 649 | 3 971 | 4 523 | 7 186 | 7 932 | 8 224 | 8 440 | 9 014 |

| 2016   | 2021   | 2022  | - | - | - | - | - | - |
| ------ | ------ | ----- | - | - | - | - | - | - |
| 10 308 | 10 010 | 9 941 | - | - | - | - | - | - |

| selon la population municipale des années : | 1968 | 1975 | 1982 | 1990 | 1999 | 2006 | 2009 | 2013 |
| Rang de la commune dans le département      | 13   | 14   | 14   | 6    | 8    | 7    | 7    | 6    |
| Nombre de communes du département           | 232  | 217  | 220  | 225  | 226  | 226  | 226  | 226  |

### Enseignement
Un collège nommé Jean-Mermoz et plusieurs écoles.

### Manifestations culturelles et festivités
- Fête patronale et communale : 10 août pour la saint Laurent[59],[60] ;
- Marché : jeudi et dimanche[59].

### Santé
Centre de radiologie, dentistes, cardiologue, cabinet ophtalmique, orthodontiste, gynécologue, podologue, médecins généralistes, psychologue, laboratoires d'analyse, kinésithérapeutes, vétérinaires,

### Sports
L'équipe de football américain les Grizzlys Catalans est le club phare de la ville, fondé dans la ville et désormais basé à Perpignan, ils évoluent en première division française.
Saint-Laurent-de-la-Salanque compte deux clubs de rugby à XIII et rugby à XV, Saint-Laurent-de-la-Salanque XIII et Rugby Club Salanque XV, un club de football FC Laurentin avec 210 licenciés et un club de tennis (Tennis Club Laurentin).

## Économie

### Revenus
En 2018, la commune compte 4 647 ménages fiscaux, regroupant 9 872 personnes. La médiane du revenu disponible par unité de consommation est de 19 600 € (19 350 € dans le département). 42 % des ménages fiscaux sont imposés (42,1 % dans le département).

### Emploi
|                | 2008   | 2013   | 2018   |
| -------------- | ------ | ------ | ------ |
| Commune        | 10,8 % | 16,1 % | 14,2 % |
| Département    | 10,3 % | 12,9 % | 13,3 % |
| France entière | 8,3 %  | 10 %   | 10 %   |

En 2018, la population âgée de 15 à 64 ans s'élève à 5 447 personnes, parmi lesquelles on compte 70,2 % d'actifs (56 % ayant un emploi et 14,2 % de chômeurs) et 29,8 % d'inactifs,. Depuis 2008, le taux de chômage communal (au sens du recensement) des 15-64 ans est supérieur à celui de la France et du département.
La commune fait partie de la couronne de l'aire d'attraction de Perpignan, du fait qu'au moins 15 % des actifs travaillent dans le pôle,. Elle compte 1 692 emplois en 2018, contre 1 708 en 2013 et 1 690 en 2008. Le nombre d'actifs ayant un emploi résidant dans la commune est de 3 094, soit un indicateur de concentration d'emploi de 54,7 % et un taux d'activité parmi les 15 ans ou plus de 44,5 %.
Sur ces 3 094 actifs de 15 ans ou plus ayant un emploi, 817 travaillent dans la commune, soit 26 % des habitants. Pour se rendre au travail, 87 % des habitants utilisent un véhicule personnel ou de fonction à quatre roues, 1,9 % les transports en commun, 8,1 % s'y rendent en deux-roues, à vélo ou à pied et 3 % n'ont pas besoin de transport (travail au domicile).

### Revenus de la population et fiscalité
Revenus de la population
En 2010, le revenu fiscal médian par ménage était de 25 159 €.
En 2012, le revenu fiscal médian des ménages par unité de consommation est de 17 730 € et 56,4 % des foyers fiscaux sont imposables. Le taux de pauvreté est de 17,1%.
Fiscalité

### Entreprises et commerces
- Le centre parachutiste d'instruction spécialisée (CPIS) de Perpignan dans les Pyrénées-Orientales, est l'un des trois centres d'entraînement des agents de la DGSE. Il utilise la piste de décollage ainsi qu'un hangar récemment réhabilité se trouvant sur la commune de Saint-Laurent-de-la-Salanque.

Une base militaire équipée d’antennes radars est installée à Saint-Laurent. Ce serait un des sites d'écoute de la DGSE, appartenant au réseau Frenchelon.

## Culture locale et patrimoine

### Monuments et lieux touristiques

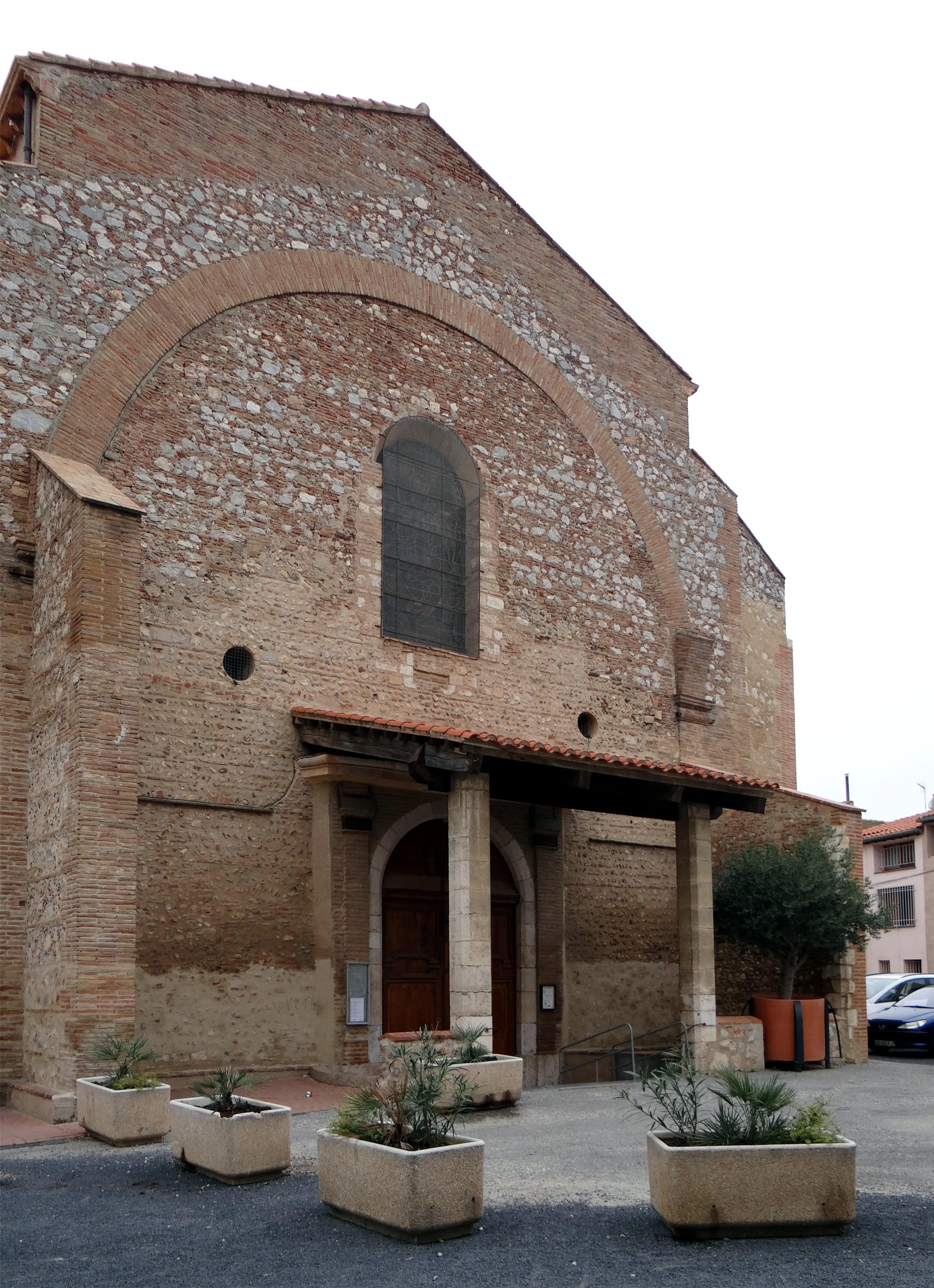
Église Saint-Laurent.

- Église Saint-Laurent de Saint-Laurent-de-la-Salanque du XIVe siècle. L'édifice est référencé dans la base Mérimée et à l'Inventaire général Région Occitanie[62]. De nombreux objets sont référencés dans la base Palissy (voir les notices liées)[62].
- Chapelle Sainte-Marie-et-Saint-Joseph de Saint-Laurent-de-la-Salanque.

### Personnalités liées à la commune
- Éloi Pino, fondateur de la ville de Djibouti.

Né en 1845 à Saint-Laurent-de-la-Salanque (†1907), fils de cafetier et devenu adulte, capitaine au long cours aux activités « pirates », il vogue vers l’Abyssinie, (où il rencontre Arthur Rimbaud), en proie aux affres de la guerre. Eloi Pino, décide de s’engager dans le commerce des armes dont a cruellement besoin le roi Ménélik II et s’installe à « Djibouti » en faisant construire une maison en dur, créant ainsi la ville de Djibouti.
- Henri Danoy, dramaturge né en 1859 à Saint-Laurent-de-la-Salanque.
- Fernand Duron né le 21 décembre 1898 à Saint-Laurent-de-la-Salanque. Joueur de rugby à XV. Champion de France de rugby à XV avec l'U.S.A.P en 1921 et finaliste en 1924. Troisième ligne aile ou talonneur (1,70 m - 74 kg).
- Joseph Ribas, écrivain né en 1931 à Saint-Laurent-de-la-Salanque.
- Thérèse Guibas, née Sanchez † 19.02.2019 à 73 ans.
- Josep Sanyas (1861-1912), militaire et poète français, y est né.

### Héraldique
| Blason de Saint-Laurent-de-la-Salanque | Blason  | Taillé, au premier d’azur au bateau d’argent voguant de face, au deuxième de gueules au gril d'or en pal. Alias : De gueules au gril de cinq pals d'or, tenu par une main de carnation parée d'argent et mouvant de la pointe. |
| Blason de Saint-Laurent-de-la-Salanque | Détails | Le statut officiel du blason reste à déterminer. |